# Hokrani, Muddebihal
Hokrani là một làng thuộc tehsil Muddebihal, huyện Bijapur, bang Karnataka, Ấn Độ.